# Rivière du Sapin Croche
Rivière du Sapin Croche är ett vattendrag i Kanada.   Det ligger i provinsen Québec, i den östra delen av landet, 600 km nordost om huvudstaden Ottawa.
Trakten runt Rivière du Sapin Croche är nära nog obefolkad, med mindre än två invånare per kvadratkilometer.